# Zerecoré (região)
Zerecoré (em francês: N'Zérékoré) é uma região da Guiné. Sua capital é a cidade de Zerecoré. Possui 37 668 quilômetros quadrados e segundo censo de 2014, havia 1 578 030 pessoas.